# 치사량
치사량(致死量, 영어: lethal dose, LD)은 약물을 투여하였을 때 동물 및 인간이 죽을 수 있는 최소의 양을 뜻한다.
주어진 물질 또는 방사선 유형의 치명적인 독성을 나타낸다. 저항은 개인마다 다르기 때문에 "치사량"은 주어진 비율의 대상이 사망하는 용량(일반적으로 대상 체중 킬로그램당 용량으로 기록됨)을 나타낸다. 치사 농도는 가스 또는 미립자에 사용되는 치사량 측정이다. LD는 완벽하게 "정상적인" 특성을 가지고 있으므로 모든 부분모집단에 적용되지 않는 이론적 개인인 표준 사람(Standard person) 개념을 기반으로 할 수 있다.

## 같이 보기
- 반수 치사량